# Il Viaggio, Dante
Il Viaggio, Dante est un opéra du compositeur français Pascal Dusapin sur un livret de l'écrivain français Frédéric Boyer, créé en 2022 à Aix-en-Provence. L'histoire est adaptée de Vita Nova et de la Divine Comédie du poète italien du trecento Dante Alighieri, narrant le voyage de ce dernier entre les espaces des Enfers qu'il explore dans son ouvrage et les épisodes de sa vie menant à sa condamnation à brûler au bûcher.

## Historique
Commande du Festival international d'art lyrique d'Aix-en-Provence et de l'Opéra de Paris, Pascal Dusapin connaît déjà le Festival car il y crée en 2008 son opéra Passion. Cette fois-ci, il se tourne vers l'adaptation de l'œuvre du poète Dante Alighieri avec le librettiste Frédéric Boyer, qui a également écrit le livret de son opéra précédent, Macbeth Underworld, créé en 2019 à La Monnaie. Pascal Dusapin est déjà familier de la Divine Comédie, en témoigne son opéra Passion et son ouvrage de chambre Comœdia, de 1993. Le compositeur qualifie Il Viaggio, Dante d'« opératorio », appuyant sur sa nature partagée entre profane et religieux, nom qu'il a déjà donné à son ouvrage de 1991, La Melancholia.
Il Viaggio, Dante est créé le 8 juillet 2022 lors du Festival d'Aix-en-Provence au Grand Théâtre de Provence sous la direction du chef d'orchestre américain Kent Nagano avec le Chœur et l'Orchestre de l'Opéra de Lyon. Il y est mis en scène par Claus Guth avec des décors d'Étienne Pluss et des costumes de Gesine Völl ; il s'agit d'une coproduction avec l'Opéra de Paris, le Saarländisches Staatstheater Saarbrücken et les Théâtres de la ville de Luxembourg. Cette production donne lieu à une captation vidéo de l'opéra et à une retransmission en direct sur France Musique le 13 juillet.
La mise en scène est accompagnée par des projections vidéos sur les murs des décors, matérialisant les hallucinations des personnages, avec des passages dansés par une troupe de huit danseurs et tout autant de figurants. La création est fortement applaudie par le public.

## Description
Il Viaggio, Dante, onzième opéra de Pascal Dusapin, est distribué en un prologue et sept tableaux avec danses, en langue italienne et d'une durée d'environ deux heures. Le personnage principal, Dante, est ici dédoublé dans un autre rôle du poète dans sa jeunesse, auquel il est confronté tout au long du récit. Un narrateur, dont le rôle est parlé, est présent tout le long de la pièce.

### Rôles
| Rôle                               | Voix          | Créateur              |
| ---------------------------------- | ------------- | --------------------- |
| Dante                              | baryton       | Jean-Sébastien Bou    |
| Virgilio                           | baryton-basse | Evan Hughes           |
| Giovane Dante (le jeune Dante)     | mezzo-soprano | Christel Loetzsch     |
| Beatrice                           | soprano       | Jennifer France       |
| Lucia                              | soprano       | Maria Carla Pino Cury |
| Voce dei dannati (voix des damnés) | contreténor   | Dominique Visse       |
| Narratore (narrateur)              | basse         | Giacomo Prestia       |

### Structure
Prologue : Le Narrateur s’adresse aux spectateurs
1. Le départ
2. Chant de deuil
3. Les Limbes
4. Les neuf cercles de l'Enfer
5. Sortir du noir
6. Purgatoire
7. Paradis